# Gouvernements de la République du Togo
Cette page présente la liste et  l'historique des différents gouvernements que le Togo a connu depuis son l'indépendance en 1960 à nos jours.
1. Gouvernement Sylvanus Olympio (1) du 13 mai 1958
2. Gouvernement Sylvanus Olympio (2) du 13 décembre 1962
3. Gouvernement provisoire de Nicolas Grunitzky du 17 janvier 1963
4. Gouvernement de Nicolas Grunitzky (1) du 14 mai 1963
5. Gouvernement de Nicolas Grunitzky (2) du 7 janvier 1966
6. Gouvernement Étienne Eyadema (1) du 14 avril 1967
7. Gouvernement Étienne Eyadema (2) du 4 août 1969
8. Gouvernement Étienne Eyadema (3) du 21 août 1973
9. Gouvernement Étienne Eyadema (4) du 21 janvier 1974
10. Gouvernement Étienne Eyadema (5) du 5 mars 1975
11. Gouvernement Gnassingbé Eyadema I du 3 mars 1980
12. Gouvernement Gnassingbé Eyadema II du 26 juin 1980
13. Gouvernement Gnassingbé Eyadema III du 30 septembre 1982
14. Gouvernement Gnassingbé Eyadema IV du 4 mai 1983
15. Gouvernement Gnassingbé Eyadema V du 20 mai 1986
16. Gouvernement Gnassingbé Eyadema VI du 12 mars 1987
17. Gouvernement Gnassingbé Eyadema VII du 19 décembre 1988
18. Gouvernement Gnassingbé Eyadema VIII du 23 février 1990
19. Gouvernement de transition de Joseph Kokou Koffigoh I du 28 septembre 1991
20. Gouvernement de transition de Joseph Kokou Koffigoh II du 23 juillet 1992
21. Gouvernement Kodjo I du 25 mai 1994
22. Gouvernement Kodjo II du 29 novembre 1995
23. Gouvernement Klutsè du 1er septembre 1998
24. Gouvernement Messan Kodjo Agbéyomé du 8 octobre 2000
25. Gouvernement Sama I du 5 juillet 2002
26. Gouvernement Sama II du 3 décembre 2002
27. Gouvernement Sama III du 29 juillet 2003
28. Gouvernement Kodjo III du 20 juin 2005
29. Gouvernement Madji Agboyibo du 20 septembre 2006
30. Gouvernement Mally du 13 décembre 2007
31. Gouvernement Fossoun Houngbo I du 15 septembre 2008
32. Gouvernement Fossoun Houngbo II du 28 mai 2010
33. Gouvernement de Kwesi Séléagodji Ahoomey-Zunu (1) du 31 juillet 2012
34. Gouvernement de Kwesi Séléagodji Ahoomey-Zunu (2) du 17 septembre 2013
35. Gouvernement de Komi Sélom Klassou (1) du 28 juin 2015
36. Gouvernement de Komi Sélom Klassou (2) du 24 janvier 2019
37. Gouvernement de Victoire Tomegah Dogbé I du 1er octobre 2020
38. Gouvernement de Victoire Tomegah Dogbé II du 8 septembre 2023